# Bez šatů
Bez šatů (v anglickém originále Naked) je dvanáctá epizoda čtvrté série amerického televizního seriálu Glee a v celkovém pořadí sedmdesátá osmá epizoda tohoto seriálu. Napsali a režírovali ji hlavní tvůrci seriálu, Ryan Murphy a Ian Brennan a poprvé se vysílala ve Spojených státech dne 31. ledna 2013 na televizním kanálu Fox.

## Příběh
Sbor z Daltonovy akademie, Slavíci (Warblers) jsou vyloučeni z účasti na regionálním kole soutěže sborů, protože během výběrového kola užívali steroidy a New Directions dostávají novou šanci vystoupit na regionálkách. Pro výběr peněz na autobus, Tina Cohen-Chang (Jenna Ushkowitz) úspěšně navrhuje, aby vytvořili sexy kalendář "Muži z McKinleyovy střední" s mužskými členy New Directions.
Mezitím je Rachel v New Yorku požádána, aby se stala hvězdou studentského filmu, ale začne být nejistá, když se dozví, že role vyžaduje, aby v jedné scéně byla nahoře bez. Po zazpívání "Torn" se Rachel rozhodne do toho jít a svléknout se. Ačkoliv ji v tom její přítel Brody Weston (Dean Geyer) podporuje, tak Kurt Hummel (Chris Colfer) s jejím rozhodnutím nesouhlasí a volá Quinn Fabray (Dianna Agron) a Santaně Lopez (Naya Rivera), aby přesvědčily Rachel, aby to nedělala, ale ta je o svém rozhodnutí přesvědčená.
V Limě ředitel Figgins (Iqbal Theba) informuje Brittany Pierce (Heather Morris), že v testech SAT dosáhla vynikajících výsledků, ale její přítel Sam Evans (Chord Overstreet) měl příšerné skóre. Sam začne být přesvědčený, že se může spoléhat pouze na své tělo, pokud chce být úspěšný a prostřednictvím mashupu písní "Centerfold" a "Hot in Herre" povzbuzuje kluky z New Directions k focení pro kalendář a způsobí konflikt s Artiem Abramsem (Kevin McHale), který je se svým tělem nespokojený. Trenérka roztleskávaček Sue Sylvester (Jane Lynch) se snaží zabránit vydání kalendáře, ale Finn ji vydírá prostřednictvím její vlastní nahé fotografie pro magazín Penthouse.
Brittany také přesvědčuje Marley Rose (Melissa Benoist), aby vyjádřila své city k Jakovi Puckermanovi (Jacob Artist). Marley a Jake zpívají duet "A Thousand Years", ale Marley mu není schopna vyznat lásku. Na radu Rydera Lynna (Blake Jenner), Jake poté vyjádří své pocity prostřednictvím písně "Let Me Love You (Until You Learn to Love Yourself)" a Marley mu řekne, že jeho city opětuje. Mezitím Blaine přesvědčí Sama, aby na sebe přestal tak tvrdě tlačit a s pomocí výchovné poradkyně Emma Pillsbury (Jayma Mays) mu pomáhá vybrat vhodné vysoké školy, které nevyžadují dobré výsledky v testech SAT.
V New Yorku se Rachel nakonec rozhodne, že se před kamerou nesvlékne a děkuje Quinn a Santaně za jejich podporu. Společně zpívají píseň "Love Song" a Santana vyjádří svůj zájem ohledně stěhování do New Yorku. Mezitím se v Limě Sam omluví Artiemu za své činy a přesvědčí Tinu, aby změnila témata kalendáře, aby Artie nemusel být na fotce polonahý. Na konci epizody zpívá celý sbor píseň "This Is the New Year".

## Seznam písní
- "Torn"
- "Centerfold" / "Hot in Herre"
- "A Thousand Years – Part 2"
- "Let Me Love You (Until You Learn to Love Yourself)"
- "Love Song"
- "This Is the New Year"

## Obsazení
| Chris Colfer      | Kurt Hummel           |
| Darren Criss      | Blaine Anderson       |
| Jane Lynch        | Sue Sylvester         |
| Kevin McHale      | Artie Abrams          |
| Lea Michele       | Rachel Berry          |
| Cory Monteith     | Finn Hudson           |
| Heather Morris    | Brittany Pierce       |
| Matthew Morrison  | William Schuester     |
| Chord Overstreet  | Sam Evans             |
| Amber Riley       | Mercedes Jones        |
| Naya Rivera       | Santana Lopez         |
| Mark Salling      | Noah „Puck“ Puckerman |
| Harry Shum mladší | Mike Chang            |
| Jenna Ushkowitz   | Tina Cohen-Chang      |

## Natáčení
Tuto epizodu napsal tvůrce Glee, Ryan Murphy a režíroval ji druhý z tvůrců, Ian Brennan.
Murphy umístil obrázek z focení pro kalendář Muži z McKinleyovy střední (Men of McKinley) na Twitter dne 15. prosince 2012 a bylo potvrzeno, že se kalendář objeví v následující epizodě.
Jedna z písní, která se objeví v epizodě, je "Torn" v podání Ley Michele, která představuje duet mezi "starou" Rachel a "novou Rachel" poté, co je Rachel obsazena do studentského filmu a její role vyžaduje scénu nahoře bez. Natáčení scény vyžadovalo, aby celou píseň zpívala a předvedla dvakrát, jako každá ze dvou Rachel,na což řekla: "oni to synchronizují tak, abychom pak byli na obrazovce dvě".
Mezi vedlejší postavy, které se objeví v této epizodě, patří školní výchovná poradkyně Emma Pillsbury (Jayma Mays), studentka Yalu Quinn Fabray (Dianna Agron), Santana Lopez (Naya Rivera), členové sboru Joe Hart (Samuel Larsen), Wade "Unique" Adams (Alex Newell), Marley Rose (Melissa Benoist), Jake Puckerman (Jacob Artist), Kitty Wilde (Becca Tobin) a Ryder Lynn (Blake Jenner), ředitel Figgins (Iqbal Theba), roztleskávačka Becky Jackson (Lauren Potter), student NYADY Brody Weston (Dean Geyer), místní moderátoři zpráv Rod Remington (Bill A. Jones) a Andrea Carmichael (Earlene Davis) a Hunter Clarington (Nolan Gerard Funk), hlavní zpěvák sboru Slavíci z Daltonovy akademie. V epizodě má také cameo Amber Riley jako Mercedes Jones, když ve videu říká, jak moc jí Sam pomohl.
Ze sedmi písní zaznělých v epizodě bylo šest vydáno jako singly: "Torn" od Natalie Imbruglii v podání Ley Michele; "This Is the New Year" od A Great Big World v podání sboru New Directions, "A Thousand Years" od Christiny Perri v podání Melissy Benoist a Jacoba Artista; "Let Me Love You (Until You Learn to Love Yourself)" od Ne-Ya v podání Jacoba Artista; "Love Song" od Sary Bareilles v podání Ley Michele, Dianny Agron a Nayi Rivery a mashup písní "Centerfold" od The J. Geils Band a "Hot in Herre" od Nellyho v jednom singlu, v podání Jacoba Artista, Chorda Overstreeta, Blaka Jennera a Beccy Tobin.